# Jimmy Cheatham

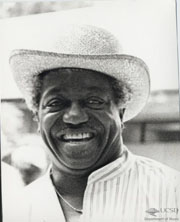
Jimmy Cheatham

Jimmy Cheatham (* 18. Juni 1924 in Birmingham, Alabama; † 12. Januar 2007 in San Diego) war ein US-amerikanischer Jazz-Posaunist. 

## Leben und Wirken
Nach seiner Jugend in Buffalo studierte er am Institute of Modern Music in New York. Sein musikalischer Ziehvater war Jo Jones. Im Zweiten Weltkrieg spielte in einer Militärcombo, wo er Lester Young und Chico Hamilton kennenlernte. Später arbeitete er mit Duke Ellington und Lionel Hampton zusammen. Zusammen mit seiner Frau Jeannie Cheatham spielte er unter anderem in der Sweet Baby Blues Band. Seit 1984 entstand auf dem Concord Label eine Reihe von Alben ihrer Rhythm and Blues beeinflussten Jump Band, auf denen Gastmusiker wie Jimmy Noone, Snooky Young, Charles McPherson, Eddie Lockjaw Davis, Red Callender, Eddie Cleanhead Vinson, Frank Wess, Hank Crawford, Plas Johnson und andere bis 1995 mitwirkten
Cheatham starb an Herzversagen. 

## Diskographische Hinweise
Cheathams Alben erschien bei Concord Jazz.
- 1984 – Sweet Baby Blues
- 1985 – Midnight Mama
- 1987 – Homeward Bound
- 1988 – Back in the Neighbournhood
- 1990 – Luv in the Afternoon
- 1991 – Basket Full of Blues
- 1993 – Blues and Boogie Masters
- 1995 – Gud Nuz Blues